# Liste der Bodendenkmäler in Stephansposching
Auf dieser Seite sind die Bodendenkmäler in der niederbayerischen Gemeinde Stephansposching zusammengestellt. Diese Tabelle ist eine Teilliste der Liste der Bodendenkmäler in Bayern. Grundlage ist die Bayerische Denkmalliste, die auf Basis des Bayerischen Denkmalschutzgesetzes vom 1. Oktober 1973 erstmals erstellt wurde und seither durch das Bayerische Landesamt für Denkmalpflege geführt wird. Die folgenden Angaben ersetzen nicht die rechtsverbindliche Auskunft der Denkmalschutzbehörde.

## Bodendenkmäler der Gemeinde Stephansposching

### Bodendenkmäler in der Gemarkung Michaelsbuch
| Lage                    | Objekt | Akten-Nr.     | Bild |
| ----------------------- | --- | ------------- | ---- |
| Michaelsbuch (Standort) | Siedlung vor- und frühgeschichtlicher Zeitstellung. | D-2-7142-0003 |      |
| Michaelsbuch (Standort) | Siedlung vor- und frühgeschichtlicher Zeitstellung. | D-2-7142-0004 |      |
| Michaelsbuch (Standort) | Siedlung der Münchshöfener Gruppe. | D-2-7143-0071 |      |
| Michaelsbuch (Standort) | Siedlung der Münchshöfener Gruppe. | D-2-7143-0072 |      |
| Michaelsbuch (Standort) | Siedlung der frühen Bronzezeit. | D-2-7143-0073 |      |
| Michaelsbuch (Standort) | Siedlung der älteren bis mittleren Linearbandkeramik, der Stichbandkeramik/Gruppe Oberlauterbach, der mittleren Bronzezeit, der jüngeren Urnenfelderzeit, der Hallstattzeit und der späten Latènezeit. | D-2-7143-0075 |      |
| Michaelsbuch (Standort) | Siedlung der mittleren oder späten Latènezeit. | D-2-7143-0077 |      |
| Michaelsbuch (Standort) | Siedlung der Altheimer Gruppe. | D-2-7143-0079 |      |
| Michaelsbuch (Standort) | Verebnetes viereckiges Grabenwerk vor- und frühgeschichtlicher Zeitstellung, wohl Viereckschanze, sowie Siedlung der mittleren oder späten Latènezeit. Siedlung und Grabenwerk der Hallstattzeit.      | D-2-7143-0080 |      |
| Michaelsbuch (Standort) | Siedlung vor- und frühgeschichtlicher Zeitstellung. | D-2-7143-0082 |      |
| Michaelsbuch (Standort) | Bestattungsplatz vor- und frühgeschichtlicher Zeitstellung. | D-2-7143-0083 |      |
| Michaelsbuch (Standort) | Siedlung vor- und frühgeschichtlicher Zeitstellung. | D-2-7143-0085 |      |
| Michaelsbuch (Standort) | Siedlung vor- und frühgeschichtlicher Zeitstellung. | D-2-7143-0086 |      |
| Michaelsbuch (Standort) | Verebnete Grabhügel vorgeschichtlicher Zeitstellung. | D-2-7143-0088 |      |
| Michaelsbuch (Standort) | Verebnete Grabhügel vorgeschichtlicher Zeitstellung. | D-2-7143-0089 |      |
| Michaelsbuch (Standort) | Siedlung vor- und frühgeschichtlicher Zeitstellung. | D-2-7143-0090 |      |
| Michaelsbuch (Standort) | Untertägige mittelalterliche und frühneuzeitliche Befunde im Bereich des Kirchhofs und der Katholischen Pfarrkirche St. Michael in Michaelsbuch.                                                       | D-2-7143-0153 |      |
| Michaelsbuch (Standort) | Siedlung vorgeschichtlicher Zeitstellung, unter anderem der Bronzezeit und Latènezeit. | D-2-7143-0164 |      |
| Michaelsbuch (Standort) | Siedlung der Hallstattzeit. | D-2-7143-0165 |      |
| Michaelsbuch (Standort) | Siedlung der Bronzezeit und Urnenfelderzeit. | D-2-7143-0269 |      |
| Michaelsbuch (Standort) | Körpergräber und Siedlung des frühen Mittelalters. | D-2-7143-0274 |      |
| Michaelsbuch (Standort) | Siedlung mit Grabenwerk der Altheimer Gruppe, Bestattungsplatz der frühen Bronzezeit. | D-2-7242-0408 |      |
| Michaelsbuch (Standort) | Verebnete Grabhügel der Bronzezeit. | D-2-7242-0409 |      |
| Michaelsbuch (Standort) | Siedlung vor- und frühgeschichtlicher Zeitstellung. | D-2-7242-0410 |      |
| Michaelsbuch (Standort) | Siedlung vorgeschichtlicher Zeitstellung. | D-2-7242-0490 |      |
| Michaelsbuch (Standort) | Siedlung der Schnurkeramik. | D-2-7243-0322 |      |
| Michaelsbuch (Standort) | Verebnetes Grabenwerk vor- und frühgeschichtlicher Zeitstellung. | D-2-7243-0324 |      |
| Michaelsbuch (Standort) | Siedlung und verebnete Grabhügel vorgeschichtlicher Zeitstellung, unter anderem der Hallstattzeit. | D-2-7243-0325 |      |
| Michaelsbuch (Standort) | Siedlung vorgeschichtlicher Zeitstellung. | D-2-7243-0338 |      |
| Michaelsbuch (Standort) | Siedlung vorgeschichtlicher und mittelalterlicher Zeitstellung. | D-2-7243-0412 |      |
| Michaelsbuch (Standort) | Siedlung vorgeschichtlicher Zeitstellung. | D-2-7243-0413 |      |
| Michaelsbuch (Standort) | Siedlung der Bronzezeit und der späten Latènezeit. Bestattungsplatz des Neolithikums. | D-2-7243-0418 |      |

### Bodendenkmäler in der Gemarkung Rottersdorf
| Lage                   | Objekt | Akten-Nr.     | Bild |
| ---------------------- | --- | ------------- | ---- |
| Rottersdorf (Standort) | Grabhügel vorgeschichtlicher Zeitstellung.                                                                                            | D-2-7142-0002 |      |
| Rottersdorf (Standort) | Siedlung der frühen Bronzezeit und der Latènezeit.                                                                                    | D-2-7142-0005 |      |
| Rottersdorf (Standort) | Siedlung vor- und frühgeschichtlicher Zeitstellung.                                                                                   | D-2-7142-0007 |      |
| Rottersdorf (Standort) | Siedlung vor- und frühgeschichtlicher Zeitstellung.                                                                                   | D-2-7142-0008 |      |
| Rottersdorf (Standort) | Siedlung vor- und frühgeschichtlicher Zeitstellung.                                                                                   | D-2-7142-0009 |      |
| Rottersdorf (Standort) | Siedlung der mittleren Bronzezeit. | D-2-7142-0010 |      |
| Rottersdorf (Standort) | Grabhügel vorgeschichtlicher Zeitstellung.                                                                                            | D-2-7142-0014 |      |
| Altenbuch (Standort)   | Siedlung vor- und frühgeschichtlicher Zeitstellung.                                                                                   | D-2-7242-0214 |      |
| Rottersdorf (Standort) | Siedlung vor- und frühgeschichtlicher Zeitstellung.                                                                                   | D-2-7242-0411 |      |
| Rottersdorf (Standort) | Verebnete Grabhügel vorgeschichtlicher Zeitstellung.                                                                                  | D-2-7242-0412 |      |
| Rottersdorf (Standort) | Verebneter Grabhügel vorgeschichtlicher Zeitstellung.                                                                                 | D-2-7242-0414 |      |
| Rottersdorf (Standort) | Siedlung vor- und frühgeschichtlicher Zeitstellung.                                                                                   | D-2-7242-0415 |      |
| Rottersdorf (Standort) | Siedlung vor- und frühgeschichtlicher Zeitstellung.                                                                                   | D-2-7242-0416 |      |
| Rottersdorf (Standort) | Siedlung vor- und frühgeschichtlicher Zeitstellung.                                                                                   | D-2-7242-0417 |      |
| Rottersdorf (Standort) | Siedlung vor- und frühgeschichtlicher Zeitstellung.                                                                                   | D-2-7242-0418 |      |
| Rottersdorf (Standort) | Siedlung vor- und frühgeschichtlicher Zeitstellung.                                                                                   | D-2-7242-0419 |      |
| Rottersdorf (Standort) | Siedlung und verebneter Grabhügel vor- und frühgeschichtlicher Zeitstellung.                                                          | D-2-7242-0423 |      |
| Rottersdorf (Standort) | Siedlung des Spätneolithikums. | D-2-7242-0424 |      |
| Rottersdorf (Standort) | Siedlung des jüngeren Neolithikums.                                                                                                   | D-2-7242-0425 |      |
| Rottersdorf (Standort) | Siedlung vor- und frühgeschichtlicher Zeitstellung.                                                                                   | D-2-7242-0426 |      |
| Rottersdorf (Standort) | Untertägige mittelalterliche und frühneuzeitliche Befunde im Bereich der Katholischen Filialkirche St. Pauli Bekehrung in Rottenmann. | D-2-7242-0476 |      |
| Rottersdorf (Standort) | Untertägige mittelalterliche und frühneuzeitliche Befunde im Bereich der Katholischen Filialkirche St. Georg in Rottersdorf.          | D-2-7242-0485 |      |

### Bodendenkmäler in der Gemarkung Steinkirchen
| Lage                                     | Objekt | Akten-Nr.     | Bild |
| ---------------------------------------- | --- | ------------- | ---- |
| Steinkirchen (Standort)                  | Verebnetes Grabenwerk vor- und frühgeschichtlicher Zeitstellung und Siedlungen der Altheimer Gruppe sowie der Metallzeiten. | D-2-7142-0018 |      |
| Steinkirchen (Standort)                  | Siedlung vor- und frühgeschichtlicher Zeitstellung, unter anderem der Stichbandkeramik/Gruppe Oberlauterbach, der Münchshöfener Gruppe, der mittleren oder späten Latènezeit und des älteren Mittelalters sowie Brandgräber der älteren Urnenfelderzeit. | D-2-7142-0021 |      |
| Steinkirchen (Standort)                  | Siedlung vor- und frühgeschichtlicher Zeitstellung und Brandgräber der älteren Urnenfelderzeit. | D-2-7142-0022 |      |
| Steinkirchen (Standort)                  | Siedlung der Latènezeit. | D-2-7142-0024 |      |
| Steinkirchen (Standort)                  | Siedlung der Stichbandkeramik und der Gruppe Oberlauterbach sowie verebnetes Grabenwerk und verebnete Grabhügel vor- und frühgeschichtlicher Zeitstellung.                                                                                               | D-2-7142-0025 |      |
| Steinkirchen (Standort)                  | Siedlung vor- und frühgeschichtlicher Zeitstellung. | D-2-7142-0028 |      |
| Steinkirchen (Standort)                  | Siedlung vor- und frühgeschichtlicher Zeitstellung. | D-2-7142-0030 |      |
| Steinkirchen (Standort)                  | Siedlung der Münchshöfener Gruppe, der mittleren Bronzezeit und der Latènezeit. | D-2-7143-0095 |      |
| Steinkirchen (Standort)                  | Siedlung vorgeschichtlicher (metallzeitlicher) Zeitstellung. | D-2-7143-0096 |      |
| Steinkirchen (Standort)                  | Verebnetes viereckiges Grabenwerk und Bestattungsplatz vor- und frühgeschichtlicher Zeitstellung. Siedlung der Bronzezeit oder Urnenfelderzeit. | D-2-7143-0098 |      |
| Steinkirchen (Standort)                  | Station des Jungpaläolithikums, Siedlung der Linearbandkeramik, der Stichbandkeramik/Gruppe Oberlauterbach, der Altheimer Gruppe, der Glockenbecherkultur, der mittleren Bronzezeit und der Latènezeit.                                                  | D-2-7143-0100 |      |
| Steinkirchen (Standort)                  | Siedlung der Linearbandkeramik. | D-2-7143-0101 |      |
| Steinkirchen (Standort)                  | Siedlung des Mittel- und Jungneolithikums (Stichbandkeramik/Gruppe Oberlauterbach, Münchshöfener Gruppe), der mittleren Bronzezeit und der mittleren römischen Kaiserzeit.                                                                               | D-2-7143-0102 |      |
| Steinkirchen (Standort)                  | Siedlung des Mittel- bis Jungneolithikums, der mittleren Bronzezeit und der mittleren oder späten Latènezeit. | D-2-7143-0103 |      |
| Steinkirchen (Standort)                  | Verebnete Grabhügel der Bronzezeit. | D-2-7143-0104 |      |
| Steinkirchen (Standort)                  | Lagerdorf (vicus) der römischen Kaiserzeit, Siedlung der Urnenfelderzeit sowie Siedlung und Abschnittsbefestigung des frühen Mittelalters. | D-2-7143-0106 |      |
| Steinkirchen (Standort)                  | Siedlung der Latènezeit. | D-2-7143-0107 |      |
| Steinkirchen (Standort)                  | Viereckschanze der späten Latènezeit, Siedlung vorgeschichtlicher Zeitstellung, unter anderem der Altheimer Gruppe, der Bronzezeit, Hallstatt- und Latènezeit.                                                                                           | D-2-7143-0108 |      |
| Steinkirchen (Standort)                  | Brandgräber der mittleren römischen Kaiserzeit. | D-2-7143-0110 |      |
| Steinkirchen (Standort)                  | Siedlung der (späten) Bronzezeit, der Urnenfelderzeit und des frühen Mittelalters sowie Reihengräber des frühen Mittelalters. | D-2-7143-0112 |      |
| Steinkirchen (Standort)                  | Verebnetes Grabenwerk vor- und frühgeschichtlicher Zeitstellung. | D-2-7143-0113 |      |
| Steinkirchen (Standort)                  | Siedlung vor- und frühgeschichtlicher Zeitstellung. | D-2-7143-0114 |      |
| Steinkirchen (Standort)                  | Verebnetes Grabenwerk vor- und frühgeschichtlicher Zeitstellung. | D-2-7143-0115 |      |
| Steinkirchen (Standort)                  | Siedlung vor- und frühgeschichtlicher Zeitstellung. | D-2-7143-0116 |      |
| Steinkirchen (Standort)                  | Verebnete Viereckschanze der späten Latènezeit und Siedlung vor- und frühgeschichtlicher Zeitstellung. | D-2-7143-0117 |      |
| Steinkirchen (Standort)                  | Siedlung vor- und frühgeschichtlicher Zeitstellung. | D-2-7143-0118 |      |
| Steinkirchen (Standort)                  | Siedlung vor- und frühgeschichtlicher Zeitstellung sowie Bestattungsplatz des frühen Mittelalters. | D-2-7143-0119 |      |
| Steinkirchen (Standort)                  | Siedlung vor- und frühgeschichtlicher Zeitstellung | D-2-7143-0120 |      |
| Steinkirchen (Standort)                  | Grabhügel der Vorgeschichte. | D-2-7143-0121 |      |
| Steinkirchen (Standort)                  | Untertägige mittelalterliche und frühneuzeitliche Befunde und mittelalterlicher Kirchhof im Bereich der Katholischen Filialkirche St. Maria Magdalena in Steinkirchen.                                                                                   | D-2-7143-0122 |      |
| Steinkirchen (Standort)                  | Untertägige mittelalterliche und frühneuzeitliche Befunde im Bereich der Katholischen Filialkirche St. Petrus und Laurentius in Bergham. | D-2-7143-0134 |      |
| Steinkirchen (Standort)                  | Siedlung vorgeschichtlicher und mittelalterlicher Zeitstellung. | D-2-7143-0276 |      |
| Steinkirchen (Standort)                  | Siedlung des Mittelneolithikums. | D-2-7143-0277 |      |
| Steinkirchen Stephansposching (Standort) | Bestattungsplatz der Urnenfelderzeit. | D-2-7143-0279 |      |

### Bodendenkmäler in der Gemarkung Stephansposching
| Lage                        | Objekt | Akten-Nr.     | Bild |
| --------------------------- | --- | ------------- | ---- |
| Stephansposching (Standort) | Verebnete Grabhügel und Siedlung vor- und frühgeschichtlicher Zeitstellung. | D-2-7142-0013 |      |
| Stephansposching (Standort) | Viereckschanze der späten Latènezeit. | D-2-7142-0031 |      |
| Stephansposching (Standort) | Frühmittelalterlicher Ringwall Wischlburg, Siedlung vorgeschichtlicher Zeitstellung, unter anderem des Neolithikums (Gruppe Oberlauterbach, Münchshöfener Kultur, Chamer Kultur), der mittleren Bronzezeit und der Spätbronze-/Urnenfelderzeit sowie der Latènezeit und des Mittelalters bzw. der Neuzeit, Grabenwerk der Chamer Gruppe, Grabhügel vorgeschichtlicher Zeitstellung. | D-2-7142-0035 |      |
| Stephansposching (Standort) | Siedlung des Neolithikums, unter anderem der Linearbandkeramik, des Mittelneolithikums (Gruppe Oberlauterbach), der Münchshöfener und Altheimer Kultur, der Bronzezeit unter anderem vom Ende der frühen Bronzezeit, der Hallstatt- und Latènezeit sowie der römischen Kaiserzeit.                                                                                                  | D-2-7142-0036 |      |
| Stephansposching (Standort) | Siedlung der mittleren Bronzezeit. | D-2-7142-0037 |      |
| Stephansposching (Standort) | Siedlung der mittleren bzw. späten Latènezeit. | D-2-7142-0038 |      |
| Stephansposching (Standort) | Siedlung metallzeitlicher Zeitstellung, unter anderem der späten Latènezeit. | D-2-7142-0039 |      |
| Stephansposching (Standort) | Siedlung des Neolithikums, unter anderem der Linearbandkeramik, der Gruppe Oberlauterbach, der Münchshöfener und Altheimer Gruppe, wohl des Endneolithikums sowie der Urnenfelder- und der mittleren Latènezeit, Grabhügel vorgeschichtlicher Zeitstellung. | D-2-7142-0040 |      |
| Stephansposching (Standort) | Siedlungen des Neolithikums, unter anderem der Stichbandkeramik/Gruppe Oberlauterbach, der Urnenfelder- und Latènezeit sowie des hohen Mittelalters, Bestattungsplatz vor- und frühgeschichtlicher Zeitstellung und der römischen Kaiserzeit. | D-2-7142-0041 |      |
| Stephansposching (Standort) | Siedlungen des jüngeren Neolithikums und der jüngeren Urnenfelderzeit, Bestattungsplatz vor- und frühgeschichtlicher Zeitstellung (wohl frühmittelalterlich). | D-2-7142-0045 |      |
| Stephansposching (Standort) | Siedlung der Gruppe Oberlauterbach, der Münchshöfener und Altheimer Kultur, der Bronzezeit, Urnenfelder-, Hallstatt- und Latènezeit sowie der römischen Kaiserzeit, spätmittelalterlicher Gewerbebezirk und Erdstall. | D-2-7142-0046 |      |
| Stephansposching (Standort) | Kreisgrabenanlage der Stichbandkeramik, Siedlung der Linearbandkeramik und des Mittelneolithikums (Stichbandkeramik/Gruppe Oberlauterbach), der Münchshöfener und Altheimer Gruppe, der Urnenfelder-, Hallstatt- und Latènezeit, Bestattungsplatz der Münchshöfener Gruppe, der Urnenfelderzeit und des frühen Mittelalters.                                                        | D-2-7142-0051 |      |
| Stephansposching (Standort) | Siedlung der frühen Bronzezeit. | D-2-7142-0058 |      |
| Stephansposching (Standort) | Bestattungsplatz der Linearbandkeramik, Siedlungen der Linearbandkeramik, des Mittelneolithikums (Stichbandkeramik/Gruppe Oberlauterbach), der Münchshöfener und Altheimer Gruppe sowie der Urnenfelder-, Hallstatt- und Latènezeit. | D-2-7142-0063 |      |
| Stephansposching (Standort) | Siedlung der Linearbandkeramik, des Mittelneolithikums, der Altheimer Gruppe, der Urnenfelder-, Hallstatt- und Latènezeit. | D-2-7142-0064 |      |
| Stephansposching (Standort) | Siedlung des Neolithikums, unter anderem der Altheimer Gruppe, Brandgräber der römischen Kaiserzeit. | D-2-7142-0067 |      |
| Stephansposching (Standort) | Bestattungsplatz vor- und frühgeschichtlicher Zeitstellung. | D-2-7142-0069 |      |
| Stephansposching (Standort) | Bestattungsplatz vor- und frühgeschichtlicher Zeitstellung. | D-2-7142-0070 |      |
| Stephansposching (Standort) | Bestattungsplatz vor- und frühgeschichtlicher Zeitstellung, Siedlung der jüngeren Urnenfelderzeit und Villa rustica der mittleren römischen Kaiserzeit. | D-2-7142-0071 |      |
| Stephansposching (Standort) | Siedlung vor- und frühgeschichtlicher Zeitstellung. | D-2-7142-0072 |      |
| Stephansposching (Standort) | Siedlung vor- und frühgeschichtlicher Zeitstellung. | D-2-7142-0073 |      |
| Stephansposching (Standort) | Siedlung vor- und frühgeschichtlicher Zeitstellung. | D-2-7142-0074 |      |
| Stephansposching (Standort) | Siedlung vor- und frühgeschichtlicher Zeitstellung. | D-2-7142-0075 |      |
| Stephansposching (Standort) | Siedlung vor- und frühgeschichtlicher Zeitstellung. | D-2-7142-0076 |      |
| Stephansposching (Standort) | Siedlung vor- und frühgeschichtlicher Zeitstellung. | D-2-7142-0077 |      |
| Stephansposching (Standort) | Siedlung vor- und frühgeschichtlicher Zeitstellung. | D-2-7142-0078 |      |
| Stephansposching (Standort) | Siedlung vor- und frühgeschichtlicher Zeitstellung. | D-2-7142-0079 |      |
| Stephansposching (Standort) | Verebnetes Grabenwerk vor- und frühgeschichtlicher Zeitstellung. | D-2-7142-0080 |      |
| Stephansposching (Standort) | Verebnete Grabhügel vorgeschichtlicher Zeitstellung. | D-2-7142-0081 |      |
| Stephansposching (Standort) | Grabhügel vorgeschichtlicher Zeitstellung. | D-2-7142-0082 |      |
| Stephansposching (Standort) | Siedlung vor- und frühgeschichtlicher Zeitstellung. | D-2-7142-0083 |      |
| Stephansposching (Standort) | Grabhügel vorgeschichtlicher Zeitstellung. | D-2-7142-0084 |      |
| Stephansposching (Standort) | Siedlung vor- und frühgeschichtlicher Zeitstellung. | D-2-7142-0085 |      |
| Stephansposching (Standort) | Grabhügel vorgeschichtlicher Zeitstellung. | D-2-7142-0086 |      |
| Stephansposching (Standort) | Verebnete Grabhügel vorgeschichtlicher Zeitstellung. | D-2-7142-0087 |      |
| Stephansposching (Standort) | Siedlung vor- und frühgeschichtlicher Zeitstellung. | D-2-7142-0088 |      |
| Stephansposching (Standort) | Siedlung vor- und frühgeschichtlicher Zeitstellung. | D-2-7142-0089 |      |
| Stephansposching (Standort) | Siedlung vor- und frühgeschichtlicher Zeitstellung. | D-2-7142-0090 |      |
| Stephansposching (Standort) | Siedlung und Bestattungsplatz vor- und frühgeschichtlicher Zeitstellung. | D-2-7142-0091 |      |
| Stephansposching (Standort) | Siedlung vorgeschichtlicher Zeitstellung, unter anderem des Neolithikums. | D-2-7142-0092 |      |
| Stephansposching (Standort) | Verebnete Grabhügel vorgeschichtlicher Zeitstellung. | D-2-7142-0093 |      |
| Stephansposching (Standort) | Siedlung vor- und frühgeschichtlicher Zeitstellung. | D-2-7142-0094 |      |
| Stephansposching (Standort) | Siedlung vor- und frühgeschichtlicher Zeitstellung. | D-2-7142-0095 |      |
| Stephansposching (Standort) | Siedlung vor- und frühgeschichtlicher Zeitstellung. | D-2-7142-0096 |      |
| Stephansposching (Standort) | Siedlung vor- und frühgeschichtlicher Zeitstellung. | D-2-7142-0097 |      |
| Stephansposching (Standort) | Siedlung des Mittelalters. | D-2-7142-0368 |      |
| Stephansposching (Standort) | Untertägige mittelalterliche und frühneuzeitliche Befunde im Bereich des Kirchhofes und der Katholischen Pfarrkirche St. Stephan in Stephansposching. | D-2-7142-0370 |      |
| Stephansposching (Standort) | Untertägige mittelalterliche und frühneuzeitliche Befunde im Bereich des Kirchhofs und der Katholischen Filialkirche Unsere liebe Frau in Uttenhofen. | D-2-7142-0378 |      |
| Stephansposching (Standort) | Verebnetes Grabenwerk und Kreisgräben vor- und frühgeschichtlicher Zeitstellung. | D-2-7142-0391 |      |
| Stephansposching (Standort) | Untertägige mittelalterliche und frühneuzeitliche Befunde im Bereich des Kirchhofes und der Katholischen Filial- u. Wallfahrtskirche Hl. Kreuz in Loh. | D-2-7142-0454 |      |
| Stephansposching (Standort) | Siedlung der Linearbandkeramik. | D-2-7142-0458 |      |
| Stephansposching (Standort) | Siedlung des Jungneolithikums, der Hallstattzeit und des älteren Mittelalters sowie Körpergräber des älteren Mittelalters. | D-2-7142-0463 |      |
| Stephansposching (Standort) | Siedlung des späten Mittelalters und der frühen Neuzeit. | D-2-7142-0467 |      |